# Rio Parimé
Rio Parimé är ett vattendrag i Brasilien.   Det ligger i delstaten Roraima, i den norra delen av landet, 2 500 km nordväst om huvudstaden Brasília.
Trakten runt Rio Parimé består i huvudsak av gräsmarker. Runt Rio Parimé är det ganska glesbefolkat, med 42 invånare per kvadratkilometer.